# Rudno, Voivodato de Varmia y Masuria
Rudno [ˈrudnɔ] (en alemán: Rauden) es un pueblo ubicado en el distrito administrativo de Gmina Ostróda, dentro del Condado de Ostróda, Voivodato de Varmia y Masuria, en Polonia del norte. Se encuentra aproximadamente a 10 kilómetros al sur de Ostróda y a 41 kilómetros al suroeste de la capital regional Olsztyn.